# 関東学院中学校高等学校
関東学院中学校高等学校（かんとうがくいんちゅうがっこうこうとうがっこう）は、神奈川県横浜市南区三春台4番地にある私立中学校・高等学校。

## 概要
横浜バプテスト神学校が起源の完全中高一貫校。高等学校の入学者一般募集は1990年を最後に行われていない。
「Be a Man and Serve the World（人になれ 奉仕せよ）」を校訓とし、礼拝、聖書教育も重んじている。
高等学校卒業後は、ほとんどの卒業生が大学や専門学校に進学する。系列大学である関東学院大学への進学数は多くはない。
また、中学卒業後、関東学院高等学校以外の高校に進学する学生も若干名存在している。
これには、学力レベルや生活態度などが高等学校に進学できるレベルにないと判定され、やむを得ず外部の高校を受験して進学する「ドロップアウト型」のケースと、よりレベルの高い高校を志望し、そこに受験して合格し、進学するという「上位志向型」のケースの2通りがある。
1985年当時、中学だけでは定員が確保できず高校からの募集も行っており、制服の変更や、英語教科書にプログレスを採用するなどして低迷化の歯止めを図った。
2000年前後に東京大学合格者を出す進学校として数年だけ復活したが「ゆとり教育」週制を公立学校並みに取り入れたため進学実績は1985年当時に逆戻りし、志願者の大幅減となった。志願者減に歯止めをかけるため2008年度から週6日制に戻している。2018年度から二期生になり授業時間の増加、英会話教室ベルリッツ・ジャパンと連携したベルリッツ・メソッドによる、外国人講師による英語のみを用いた総合的学習の授業も加わった。

### 校舎
- 中学校旧本館は、J・H・モーガンの設計で[3]、1929年に建築された[3]。鉄筋コンクリート造3階建て地下1階で、外観には中世英国ノルマン様式が採用され、教室や礼拝堂があった[3]。1992年に横浜市認定歴史的建造物となり[3][4]、2009年まで使用されていたが、別の校舎が完成し閉鎖された[3]。改修保存のために耐震診断をしたところ、老朽化が著しいことが判明し[5]、惜しまれつつ2016年3月に解体された[3]。新築する校舎に外観を復元する計画があり、歴史的建造物の認定は継続する[3]。調度品やステンドグラスなど取り外せるものは保存し、再利用や展示をすることも検討されている[5]。2016年1月23日と24日には「お別れ会」が開かれ、卒業生や市民など約700名が参加した[5]。
- 現在中学校は新校舎での授業を行っている。鉄筋コンクリート造地下1階地上5階建て延べ約7700m²。敷地の高台にある高等学校旧館を除却し、跡地とバスケットコートの位置に建設された。新校舎には、食堂（J・H・コベルにちなみコベルホール）も設けられた。エレベーターを1基設置。2008年1月に完成。

## 沿革
（沿革節の主要な出典は公式サイト）
- 1884年（明治17年） 横浜山手64番に横浜バプテスト神学校創立。校長はA.A.ベンネット。
- 1895年 東京築地居留地42番に東京中学院創立。院長は渡瀬寅次郎。
- 1889年 東京中学院が東京牛込区市谷左内町29番地に移転し、校名を東京学院中等科と改称する。
- 1919年（大正8年） 中学関東学院の設立が認可される。
  - 1月27日 横浜市開港記念会館において来賓有吉忠一神奈川県知事らを招き開校披露式を挙行[7]。設立者C.B.テンネー、院長坂田祐。この日を創立記念日とする[8]。
- 1923年 校舎予定計画の最後の部分、本館の一翼、鉄筋コンクリート2階建の建築に着工し基礎工事を終わろうとした際、大震災に遭遇し、校舎が崩壊し、火災により設備が焼失。
- 1927年（昭和2年） 財団法人関東学院を組織。中学関東学院は、関東学院中学部となる。
- 1946年 横浜大空襲による被害のため、六浦に移転。
- 1947年 新制関東学院中学校設立。
- 1948年 新制関東学院高等学校設立。
- 1949年 校舎再建により現在地に移転。
- 1999年（平成11年） 創立80周年記念式典を挙行。
- 2003年 冨山隆中・高等学校校長に就任。
- 2019年 創立100周年。
  - 1月27日 設立披露式を行った横浜市開港記念会館において、来賓黒岩祐治神奈川県知事らを招き創立100周年記念式典を挙行[9][8]。

## 基礎データ

### 所在地・アクセス
神奈川県横浜市南区三春台4
- 京急本線黄金町駅から徒歩10分
- 横浜市営地下鉄ブルーライン阪東橋駅から徒歩13分

### 象徴

#### 校章
橄欖（かんらん、オリーブ）の花

#### 制服
現在の制服は1985年に採用された。特に女子の制服は全国的にもチェック柄のスカート・エンブレムがはやり始めた最初の頃に採用され、採用当時は首都圏でも現在のような制服は数校しかなかった（チェック柄については二期会委員でもある金子隆一教諭などがデザイン選定）。
中学生女子は赤のリボンに赤チェックのスカート、高校女子は緑のリボンに緑チェックのスカート。
中学男子は赤ネクタイ、高校男子は紺のネクタイ（校章入り）全校男子紺のスラックス。
セーター、ベストは紺、黒、グレーの三色。

## 学校行事
- キリスト教の記念日には礼拝と行事があり、特にクリスマス前後には、クリスマスツリー点灯式やキャンドルライトサービスなど多彩な行事が行われる。
- 学園祭は「橄欖祭（かんらんさい）」と呼ばれ11月3日前後に行われていたが、2018年から二期制となったため9月に行われるようになった[10]。

1981年11月4日開催の橄欖祭にロックバンドの「ザ・スターリン」 がゲリラ的に乱入し、ライブを行い逮捕される事件があった。

## 部活動
- マーチングバンド（1952年創部）は、日本国内大会でグランプリを複数回受賞し、世界大会等に出場している「名門」である[11]。
- 2007年12月28日にオーケストラ部としては初の第14回全国高校選抜オーケストラフェスタに出場。以降毎年出場を続けている。

運動部
- 空手道
- バスケットボール
- ハンドボール
- ラグビー
- 剣道
- 水泳
- バドミントン
- 陸上競技
- 硬式テニス
- スキー競技
- バレーボール
- サッカー
- 卓球
- 野球
- 少林寺拳法
- ソフトテニス
- ヨット

文化部
- 文芸
- オーケストラ
- ダンス
- 茶道
- インターアクト
- 将棋
- ハンドベル(O.C.C)
- ESS
- 生物
- マーチングバンド
- 地学研究
- 漫画研究
- 鉄道研究
- 美術

## 関係者と組織

### 関連校
- 学校法人関東学院
  - 関東学院大学（横浜市中区、金沢区、小田原市）
  - 関東学院六浦中学校・高等学校（横浜市金沢区）
  - 関東学院小学校（横浜市南区）
  - 関東学院六浦小学校（横浜市金沢区）
  - 関東学院六浦こども園（横浜市金沢区）
  - 関東学院のびのびのば園（横浜市港南区）
  - 関東学院女子短期大学（2003年関東学院大学に改組のために閉校）

### 組織
- OB会「橄欖会」
- PTA「香柏会」

### 著名な卒業生
- 高橋長英（俳優）
- 藤竜也（俳優）
- 笹沢佐保（作家）
- 一ノ瀬康子（女優）
- 伊地知潔 - ミュージシャン（ASIAN KUNG-FU GENERATION）
- 小達敏昭（プロゴルファー、夏目雅子の弟）
- 八木進（元プロ野球選手）
- 春口翼（元ラグビー選手）
- 万里昌代（女優）
- 春山恵理（アナウンサー）
- 三好博道（お笑い芸人、オキシジェン）
- 苅谷道郎（ニコン代表取締役社長兼CEO兼COO）
- 金子譲（東京歯科大学学長、日本歯科麻酔学会理事長）
- 原亨和（東京工業大学教授、日本化学会学術賞）
- 飯田嘉宏（元国立大学法人横浜国立大学長、学校法人関東学院理事長）
- 加用正（元騎手・調教師）
- 金田朋子（声優）
- 永尾まりや（元AKB48）
- 藤井将貴（フルコンタクト空手選手、極真館 全日本選手権4連覇）
- 山本理顕（建築家、名古屋造形大学学長、元橫浜国立大学教授）
- 大野慶人（舞踏家）
- 新穂えりか（女優）
- 小山典孝（マーケティングディレクター・マーケター）
- 原嘉孝（timelesz）